# أدريان سميث (كاتب)
أدريان سميث (بالإنجليزية: Adrian Smith) (و. 1957  م) هو عازف قيثارة، وموسيقي، وكاتب أغاني، وملحن، من المملكة المتحدة.

## وصلات خارجية
- أدريان سميث على موقع IMDb (الإنجليزية)
- أدريان سميث على موقع ميوزك برينز (الإنجليزية)
- أدريان سميث على موقع أول ميوزيك (الإنجليزية)
- أدريان سميث على موقع ديسكوغز (الإنجليزية)
- أدريان سميث على موقع قاعدة بيانات الفيلم (الإنجليزية)